# Kruščica (Foča, BiH)
Kruščica je naseljeno mjesto u općini Foči, Republika Srpska, BiH. Popisana je kao samostalno naselje na popisu 1961., a na kasnijim popisima ne pojavljuje se, jer je 1962. pripojena Dragočavi (Sl.list NRBiH, br.47/62). Nalazi se na 1020 metara nadmorske visine, između dvaju rječica koje se potom slijevaju u Dragočavsku rijeku.

## Stanovništvo
| Narod     | Popis 1961. |
| --------- | ----------- |
| Hrvati    |             |
| Muslimani |             |
| Srbi      | 187         |
| ostali    | 7           |
| Ukupno    | 194         |